# Babasónicos
Babasónicos es una banda argentina de rock alternativo, formada en Lanús, Buenos Aires en 1991. Al principio fueron parte del «nuevo rock argentino», movimiento compuesto por bandas como Juana La Loca, El Otro Yo, Peligrosos Gorriones y Los Brujos. El nombre es un juego de palabras entre el gurú indio Sai Baba y una pistola de juguete llamada "La Pistola Sónica".

## Historia

### Formación y primer disco (1991-1993)
El líder Adrián «Dárgelos» Rodríguez y el teclista Diego «Uma-T» Tuñón quisieron crear un sonido que no siguiera los parámetros de la escena musical argentina ya establecida. A Adrián y a Diego se les unirían el hermano de Dárgelos, Diego «Uma» Rodríguez (guitarrista y voces), Diego «Panza» Castellano (baterista), Gabriel «Gabo» Mannelli (bajista) y Mariano «Roger» Domínguez (guitarrista), el hijo del actor argentino Rolo Puente. Luego de salir de la ola de bandas del «Nuevo rock argentino» de finales de los ’80 y comienzos de los 90, Babasónicos se convirtió en el grupo insignia del movimiento under de «rock sónico». El primer álbum de Babasónicos, Pasto, editado por Sony Music contaba con el hit «D-Generación», su primer gran éxito, y con la colaboración de Gustavo Cerati y Daniel Melero. En 1992, actuaron como teloneros de Soda Stereo.

### Trance Zomba,Dopádromo,BabasónicayMiami(1994-1999)
En 1994, fueron teloneros de INXS y Depeche Mode en sus presentaciones en el estadio Vélez Sarsfield. Ese mismo año lanzan su segundo disco Trance Zomba, en el cual incorporaron a «DJ Peggyn», que se convertiría en miembro de la banda hasta 1999. Su incorporación dejaría a Babasónicos en la historia del rock nacional como la primera banda en tener un DJ como parte constitutiva de la misma. Como consecuencia, en Trance Zomba la música toma otro rumbo, mezclando rap con funk y hardcore, hasta sonidos de tinte psicodélicos. Se presentaron en el Estadio Obras Sanitarias como parte del «Nuevo rock argentino», en agosto de 1995 y acompañando a Los Brujos y Peligrosos Gorriones. Estos espectáculos fueron una mezcla de hip-hop, soul, pop y hasta música disco y resultaron los más aplaudidos.
A este disco le sigue el aún más experimental Dopádromo, editado también por Sony y cuenta con doce pistas de ritmos variados. Gracias a este material, el grupo comienza las giras por Estados Unidos y Latinoamérica y llega a concretar su primer Obras propio. Posteriormente, llega Babasónica, con «Egocripta» como primer corte. El álbum fue grabado en Nueva York y se destaca por las oscuras temáticas en sus letras y la música en un punto medio entre el metal, el hard rock y el folk psicodélico. No obstante, la mayoría de las canciones de Babasónica poseen una estructura convencional (estrofa, puente y estribillo). La presentación tuvo lugar en diciembre, en el Teatro Broadway.
En 1998, un sencillo nuevo, «Desfachatados», fue incluido en un CD, junto a otros músicos internacionales, en beneficio de los refugiados de Kosovo. También en ese mismo año, el grupo colaboró con Ian Brown, de la banda The Stone Roses, en una canción con su nombre en el álbum de Ian, Golden Greats (1999). Ese mismo año Babasónicos aparece junto a Daniel Melero, Victoria Abril, Spleen, San Martín Vampire, Femirama y Baccarat en Sesiones Malditas, en vivo en la radio, un álbum registrado en vivo en los viejos estudios de la radio Rock and Pop el 19 de diciembre de 1998 y editado por discos Inrocks en julio de 1999. Babasónicos aparece en 3 temas: «La muerte es mujer», «Arenas Movedizas» y «DJ Beverly Hills». Ese año también editaron su primer disco de lados B, Vórtice Marxista (compuesto por lados B de sus primeros tres discos), el cual se vendía en sus recitales. Ese mismo año, telonearon a la banda irlandesa U2 en sus espectáculos en River, como paso previo al lanzamiento de Miami, lanzado en 1999 y que fue el último disco en el que participa DJ Peggyn quién se desvincula del proyecto por diferencias artísticas. En este, la banda vuelve a explotar su lado experimental aunque esta vez con un rumbo musical más concreto que se acentuará en los próximos discos, experimentando con instrumentos no tradicionales y grupos de cuerdas.

### Jessico, el quiebre (2000-2002)
Luego de Miami, la banda concluye su relación con Sony Music (su discográfica hasta el momento), y edita una serie de álbumes a través de su propio sello: Bultaco Records. Babasónicos reeditó Vórtice Marxista (incluyendo tres temas más a diferencia de la edición anterior), lanzó Vedette (lados B de Babasónica), Babasónica Electrónica (remixes de Babasónica hechos por ellos y por otros artistas) y Groncho (lados B de Miami). Para grabar su siguiente disco, firman con el sello PopArt Discos.
Con el disco Jessico, Babasónicos se acerca más al estilo pop rock. Fue nombrado el primer gran álbum argentino de la década por el Suplemento No de Página/12, el Sí de Clarín, Rolling Stone y la versión argentina de Los Inrockuptibles, sin embargo algunos fanáticos ven en este cambio una «traición» a los propios comienzos del grupo, siendo éstos más experimentales, alejados de fórmulas masivas. Jessico contiene varias canciones de masiva rotación en radio y televisión como «El loco», «Los calientes», «Deléctrico» y «Fizz». Los festejos por estas distinciones se sumaron a la primera década de vida de la banda. En el 2002, Babasónicos se embarca en una gira por EE. UU. y México. A continuación, editaron varios simples con nuevos remixes de los cortes de difusión. El álbum también fue nominado como «Mejor Álbum de Rock» para los Grammy Latinos.

### EtapaPost-Jessico(2003-2007)

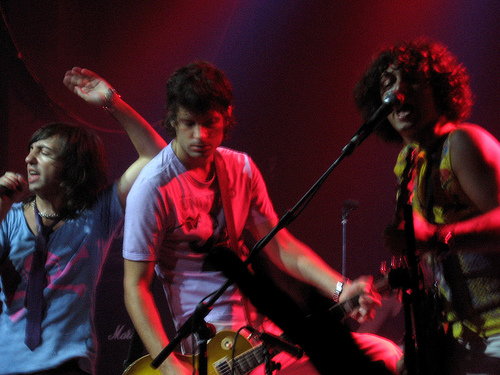
Babasónicos en 2006.

En el 2003 cerraron la quinta jornada del Quilmes Rock, un festival organizado en la cancha auxiliar de River que convocó a las bandas más importantes del momento. Además, participaron del Cosquín Rock y del San Pedro Rock.
Hacia fines de año editan el disco Infame que confirma el estilo adoptado por la banda en Jessico y su lugar entre los artistas más populares de la Argentina. Este álbum cuenta con composiciones más orientadas hacia la canción latinoamericana, como varias baladas y algunos boleros de temática romántica, sin dejar de lado algunas canciones más roqueras. Algunas de ellas tuvieron amplia rotación en canales de música y radios, como «Irresponsables», «¿Y qué?» y «Putita». Al año siguiente el disco fue editado en 16 países, y Babasónicos gana seis estatuillas en la entrega de los premios Gardel. La presentación del disco se realizó en el Luna Park, como puntapié inicial de una gran gira nacional que culminó nuevamente en Buenos Aires, con un recital en el campo de rugby del Estadio Obras ante 20 000 personas. El disco fue votado nuevamente como uno de los mejores del año en diversos medios periodísticos. En febrero de 2005, se presentan en el Festival de Viña del Mar.
Mezclas Infame, lanzado en septiembre de 2005, es un disco doble: uno de ellos, con remixes a cargo de Zucker, Bitman y Roban, Emisor, Victoria Mil, Plastilina Mosh y Daniel Melero. El segundo, llamado «Cuatro putitas», consta de cuatro pistas remezcladas íntegramente por Melero.
En octubre de 2005 lanzan bajo el sello Universal Music su octavo disco, Anoche, que contiene canciones como «Carismático» y «Yegua» y que fue producido por Andrew Weiss. Este año recibieron el Premio Konex - Diploma al Mérito como una de las 5 mejores bandas de rock de la década en Argentina. En 2006 la banda realiza una gira por Chile, Colombia, Ecuador, México y España. El 2007 continuó con sus giras y realizó una con la banda Zoé, recorriendo EE. UU. y México. Ese mismo año editan Luces, el primer DVD con registro en vivo de la banda, dirigido por Agustín Alberdi, director de varios de sus videoclips.
También editaron la banda sonora de la película Las mantenidas sin sueños de Vera Fogwill y Martín Desalvo, que presentaron en un espectáculo íntimo en las antiguas tiendas Harrods de Buenos Aires. En octubre de ese mismo año, la banda se presentó en la entrega de Los Premios MTV, celebrada en México, donde ganaron el premio a «Mejor Banda Rock». La banda se encontraba nominada junto a su compatriota Gustavo Cerati y los mexicanos Moderatto, entre otros. También en dicha ceremonia la banda hizo una actuación tocando la canción «El colmo» de su álbum Anoche como cierre. A fines de 2007 se edita «Arrogante Rock: Conversaciones con Babasónicos», un libro donde Roque Casciero, periodista argentino, crítico de rock y docente de periodismo, relata conversaciones que recorren la historia de la banda, desde sus inicios como «Rosas del Diluvio» y «X-Tanz».

### Muerte de Gabo yMucho(2008-2010)
El 12 de enero de 2008 falleció el bajista del grupo, Gabriel Manelli, víctima de la enfermedad de Hodgkin, contra la cual luchaba hace tiempo. Carca (Carlos Hernán Carcacha), músico invitado casi permanente desde el primer disco, se incorporó al grupo y ocupó su lugar durante las giras posteriores, aunque lo venía haciendo durante los últimos tiempos antes de la partida de Gabo.
En mayo de 2008 se editó Mucho, que incluía un paquete de postales del grupo. La principal novedad que trajo aparejada el lanzamiento de este disco fue que salió a la venta en formato celular antes que en CD. Tanto Mucho como Babasónicos fueron elegidos por la prensa especializada y por el voto de la gente (en suplementos como el Sí de Clarín) como los mejores de 2008.
El 16 de mayo de 2009 presentaron Mucho +, una continuación del disco anterior, en el Club Ciudad de Buenos Aires. En este evento (apodado «Babafest») fueron acompañados por bandas locales de menor trayectoria (tres de ellas pertenecientes a Bultaco Records): Él Mató a un Policía Motorizado, Coco, Victoria mil y Travesti. En ese mismo año se presentaron en el Festival Verano Iquique, un festival que es, junto con el festival del Huaso de Olmué, el segundo de más importancia después del de Viña del Mar, siendo bien recibidos por el público iquiqueño y llevándose además el reconocimiento de "La Boya de Plata". En diciembre de ese año, el suplemento No de Página/12 eligió a Jessico como el mejor disco argentino de la década.
En abril de 2010 la banda se presentó en la 11.º edición del Festival de Música y Artes de Coachella Valley, el encuentro musical más importante de los Estados Unidos. Babasónicos fue la única banda argentina y una de las pocas de Latinoamérica dentro de la grilla del festival.

### A propósito(2011-2012)
El 11 de febrero de 2011, en el festival Cosquín Rock, Babasónicos presentó «Fiesta popular», adelanto del disco A propósito a lanzarse a mediados de año, cuyo primer corte de difusión sería «Deshoras». También se pudo seguir a la banda a través de su sitio oficial en el desarrollo del nuevo disco. Ahí pudieron verse varios adelantos de «Deshoras». La banda también publicó diferentes episodios de la grabación del CD a través de Facebook y Twitter.
En abril de 2011, Babasónicos realizó una gira previa al lanzamiento de su nuevo disco por México participando también en el festival Vive Latino. El 17 de mayo salió a la venta A propósito, el décimo álbum oficial de la banda.
El 21 de mayo de 2011, en el festival de música Quilmes Rock, presentaron parte de su disco nuevo ante 13 000 personas. Ese día la banda volvía a tocar en Buenos Aires, luego de haber estado más de 2 años sin tocar en dicha provincia argentina. En este espectáculo recuperaron el amor perdido de muchos de sus fanáticos defraudados por los discos Mucho y Mucho +. La banda comprendió que las listas de canciones de los últimos espectáculos no llegaban al corazón del público y modificó el listado incorporando canciones que el público aclamaba, tales como «Valle de Valium» o la versión mutilada de «Su ciervo» y «Egocripta» simpáticamente enganchadas de «Muñeco» e «¿Y qué?» respectivamente. Aún haciendo temas viejos, Babasónicos demostró que siempre pueden renovarse. «Sátiro» y «Demonomanía» enloquecieron al público ese día. El 27 de agosto del mismo año Babasónicos presentó su último disco A propósito en el estadio Luna Park, con una escenografía imponente arriba del escenario: una estructura metálica de tres pisos, y pantallas led gigantes. Además, la banda contaba con un vestuario peculiar y distinto al de sus anteriores presentaciones.
Babasónicos comenzó a tener un nuevo integrante, ya que Carca ahora toca la guitarra, la flauta electrónica y otros instrumentos, el nuevo bajista es Gustavo «Tuta» Torres (exbajista de Los Látigos) y fue presentado en el recital de la presentación de su nuevo disco ante dos conciertos repletos en el Luna Park. En estas fechas presentaron su último disco A propósito, repasando temas de diferentes épocas tales como «Pobre duende», «Valle de valium», «Cuello rojo», «Deléctrico», «Posesión del tercer tipo», «Su majestad», «Chicos en el pasto», «¡Viva Satana!», etc.
El 9 de septiembre de 2011, Babasónicos participó como banda invitada del Corrientes Rock junto a Guasones, y otras bandas de menor trascendencia. En octubre, Babasónicos realizó una exitosa gira por Europa, recorriendo destinos tales como París, donde tocó dos noches en Le Cavaret Sauvage y en Le Petit Bain. Luego viajaron a España y Reino Unido. Sin lugar a dudas, París estuvo esperando por mucho tiempo a estos artistas, quienes supieron deslumbrar al público francés en ambas oportunidades.
En 2012, Babasónicos realizó seis fechas en el teatro Vorterix, haciendo deslumbrar como siempre a su público. El 9 de agosto se lanzó Jessico Carolo, un álbum doble compuesto por los doce clásicos y once temas inéditos, al cumplirse 11 años de la edición de su aclamado Jessico, álbum que marcó una bisagra en su carrera.
El periodista Bruno Galindo, responsable del imprescindible libro Omega, y Adrián Dárgelos se conocieron en Madrid en 1999. Esa noche surgió la chispa literaria entre los dos. Desde entonces, el periodista y el cantante, como amigos, han mantenido un intercambio de libros por correo que finalmente se materializó en Babasónicos vs. El Público, un EP donde el grupo argentino pone música a fragmentos de El Público, un libro publicado por el periodista. Con este lanzamiento, Babasónicos comienza una serie de composiciones exclusivas dedicadas al género de Spoken Words. El EP, con cuatro temas, se estrenó el 4 de febrero de 2013 y a partir del día 12 se encuentra disponible para comprar en iTunes.
La etapa de "A propósito" concluye el 7 de julio en el Estadio Cubierto Malvinas Argentinas, inclusive repasando también viejas canciones de los 90's que no tocaban hace años.

### Romantisísmico(2013-2015)
El 20 de septiembre, Babasónicos lanzó un nuevo trabajo discográfico titulado Romantisísmico. Este fue editado y distribuido por Sony Music, marcando así una nueva relación entre la banda y dicha discográfica, luego de 14 años de distanciamiento. El adelanto y primer corte de difusión elegido fue «La lanza», cuyo videoclip fue grabado por el director argentino Juan Cabral. Obtuvo muy buen recibimiento por parte del público y del ambiente del rock en general. Dicho disco también tuvo un segundo adelanto y sencillo titulado «Los burócratas del amor». El videoclip también fue grabado por Juan Cabral y muestra la letra de la canción siendo proyectadas en un antiguo televisor en blanco y negro. Este, sin embargo, no logró ser tan exitoso como el primer sencillo.
A fines de año, luego de embarcar una gira nacional, realizaron la "Saga Romantisísmico" constando de tres shows en Capital Federal, en el Estadio Cubierto Malvinas Argentinas nuevamente, un show íntimo en el Teatro Maipo y un show multitudinario en la Avenida Figueroa Alcorta y Pampa, cerrando así el año.
Durante todo el año 2014 y 2015 giran por toda América Latina, nuevamente por Europa (debutando en Alemania) y Estados Unidos. En 2015, la banda volvió a recibir el Premio Konex, esta vez el Konex de Platino en la disciplina Mejor Banda de Pop de la década. A principios de mayo de ese mismo año, se lanzó un EP acústico titulado Shambala. Este fue grabado bajo el sello discográfico Bultaco Records en una sesión en vivo conducida por Phil Brown en 2012. Este EP muestra un adelanto de hacia dónde iría la banda próximamente.

### Impuesto y Repuesto de fe(2016-2017)
A mediados de 2016, la banda publica un disco en vivo llamado Desde adentro - Impuesto de fe, compuesto por versiones acústicas y despojadas de canciones de distintas épocas de la banda, grabado en vivo el 4 de noviembre de 2015 en Quarry Studios en Ciudad de México, junto con dos nuevas canciones entre ellas "Vampi" y "El Maestro". A partir de esto, realizan una gira multitudinaria por toda la Argentina y América Latina que se extiende hasta fines de 2017.
A fines de año, llegan al mismísimo Teatro Colón el 14 de noviembre del mismo año con este mismo espectáculo, grabando un disco en vivo llamado Repuesto de fe publicado a mediados de 2017. La gira sigue llegando incluso el festival Vive Latino de México, siendo una de las giras más largas de su carrera. En paralelo, publican Inflame, un disco de Lado B de Infame a fines de 2016, y a principios de 2017 publican un EP de música tecno titulado BBS Vol.1, que consta de 4 canciones.
La gira de Repuesto de fe culmina a fines de 2017.

### Discutible(2018-2020)
A principios de 2018 vuelven a girar de manera eléctrica, realizando tres Estadio Obras sold-outs y recorriendo la Argentina.
En julio de 2018, la banda presentó «La pregunta» como primer adelanto de su duodécimo álbum de estudio Discutible, el cual se lanzó en octubre del mismo año.
Este álbum disiente bastante del sonido roquero y de banda de Romantisísmico (su anterior álbum), ya que los propios integrantes de la banda han dicho que en "Impuesto de fe", ellos encontraron una nueva forma de hacer música, teniendo en cuenta más los silencios y los espacios en medio de las canciones.
El 1° de junio de 2019 realizan el "Festival Discutible" en el Hipódromo de Palermo frente a 10.000 personas, estando a cargo del mismo y siendo la presentación oficial de Discutible. Así como contó con varios invitados como CA7RIEL y Paco Amoroso, Conociendo Rusia, Juan Ingaramo, etc. A partir de ahí realizan una gira por América Latina (inclusive el Festival Rock al Parque de Colombia), cerrando el año el 23 de noviembre en el Estadio Luna Park y en diciembre en el C. Complejo Art Media.
En el año 2020, debido a la pandemia mundial por COVID-19, publican diversos trabajos como el EP Suficiente (que consta de 4 canciones de las sesiones de "Discutible") y una serie de tres EP llamados "Delivery 1, 2 y 3" (uno acústico grabado en un streaming en Buenos Aires, y en vivo en Ciudad de México y Berlín), mientras en paralelo preparaban su siguiente trabajo de estudio.

### Trinchera(2022-presente)
A fines de 2021, la banda presentó el sencillo «La izquierda de la noche», acompañado de una gira por el país (pasando por el Lollapalooza Argentina), México y Europa, siendo la primera en dos años.
El 28 de abril de 2022 Babasónicos publica Trinchera, un nuevo trabajo discográfico, gestado en plena pandemia. El álbum es acompañado con el sencillo «Bye bye». La banda emprende una gira con el álbum, realizando dos Movistar Arena sold-outs, girando nuevamente por Europa y también por Estados Unidos luego de ocho años.
El 13 de octubre del mismo la banda publica una versión extendida del álbum llamada Trinchera Avanzada, donde se agregan tres canciones más al álbum, llamadas «Carnal kombat», «Cicatriz #23» y la canción homónima, esta última siendo lanzada como sencillo.
El siguiente show en la ciudad fue en el Movistar Arena los días 26 y 28 de octubre, acompañado de una gira nacional que culminó en Tucumán el 10 de diciembre de ese año. El tour "Bye bye" culmina el 5 de marzo de 2023 en el Festival Tierra Grande en Tierra del Fuego, debutando en la provincia y con esto, tener el honor de haber tocado en todas las provincias de la República Argentina.
En abril comienzan la gira "Fuego amigo Tour" en Rosario los días 21 y 22 de abril, recorriendo todo el país nuevamente (con dos Movistar Arena en junio sold-outs) y también Uruguay. Vuelven a tocar en Lanús, el lugar de origen de la banda (desde 1997 que no lo hacían), realizando dos fechas en el Microestadio de Lanús. También realizan una gira por Europa en septiembre y octubre, debutando en Israel a sala llena.
El 30 de noviembre de ese año lanzan un sencillo llamado "Tajada" (con video dirigido nuevamente por Juan Cabral), previo al show del 16 de diciembre en el Campo Argentino de Polo frente a 55 mil personas, festejando los 31 años de la banda, donde recorren gran parte de su carrera, siendo sold-out culminando la gira.
En junio de 2024 realizan dos show nuevamente en el Movistar Arena los días 14 y 15 de junio, cambiando el setlist con un show más bailable de lo que acostumbran.
En 2025 vuelven a ser reconocidos con el Premio Konex por su trayectoria en la última década.

## Estilo musical y lírico e influencias
Han citado como influencias a Black Sabbath, Led Zeppelin, Pink Floyd, Sandro, Sly & The Family Stone, Parliament-Funkadelic, Steely Dan, Beastie Boys, N.W.A, Run-DMC, Jane's Addiction, Nirvana, Sonic Youth, Pixies, Los Twist, Soda Stereo, Virus, Pet Shop Boysy The Smiths.
La banda fue incluida dentro de “la movida sónica” y lo que luego sería conocido como Nuevo Rock Argentino.
En su disco "Pasto" toman influencias de la cultura surfista y hippie y sus letras hablan de religión, de juventud, de rebeldía y de marihuana.. El sonido de la banda cambia radicalmente para Trance Zomba (1994) donde mezclan rap, funk, música disco y heavy metal. Para Dopádromo (1996), Babasónicos propone hacer “un disco raro, experimental”, done circulan elementos de psicodelia, hip-hop, lounge, bossa nova, grunge y heavy metal e influido por el cine clase B, el pop orquestal, el spaghetti western y la cultura trash. En Babasónica (1997), la banda se adentra en temáticas como la alquimia, el ocultismo y el satanismo con canciones construidas con influencias del metal, la psicodelia y la música electrónica. Con Jessico e Infame (2003), tomaron más influencia de la música pop y dance e incluso de baladas y boleros.
Múltiples bandas y artistas han elegiado y citado a la banda como influencia como Emmanuel Horvilleur, Ainda, Miranda!, Adicta, Silvestre y la Naranja, Mel Muñiz, El Zar y 1915.

## Miembros

### Miembros actuales
- Adrián «Dárgelos» Rodríguez - Voz principal (1991-actualidad)
- Diego «Uma» Rodríguez - Guitarras, coros y percusión (1991-actualidad)
- Diego «Uma-T» Tuñón - Teclados (1991-actualidad)
- Diego «Panza» Castellano - Batería (1991-actualidad)
- Mariano «Roger» Domínguez - Guitarras y voz (1991-actualidad)

### Miembros no oficiales
- Carlos «Carca» Carcacha - Guitarras, percusión y coros (2007-2023)
- Gustavo «Tuta» Torres - Bajo (2011-actualidad)

### Miembros antiguos
- Gabriel «Gabo» Manelli - Bajo (1991-†2008)
- Walter «DJ Peggyn» Kebleris - DJ (1994-1999)
- Gabriel Guerrisi - Guitarra (1991)

## Discografía
Álbumes de estudio
- 1992 - Pasto
- 1994 - Trance Zomba
- 1996 - Dopádromo
- 1997 - Babasónica
- 1999 - Miami
- 2001 - Jessico
- 2003 - Infame
- 2005 - Anoche
- 2008 - Mucho
- 2011 - A propósito
- 2013 - Romantisísmico
- 2018 - Discutible
- 2022 - Trinchera

## Premios y nominaciones

### Premios Grammy Latinos
| Año  | Categoría                          | Trabajo                                  | Resultado | Ref.   |
| ---- | ---------------------------------- | ---------------------------------------- | --------- | ------ |
| 2002 | Mejor álbum vocal rock dúo o grupo | Jessico                                  | Nominados | [ 31 ] |
| 2004 | Mejor álbum de música alternativa  | Infame                                   | Nominados | [ 31 ] |
| 2006 | Mejor álbum de música alternativa  | Anoche                                   | Nominados | [ 31 ] |
| 2008 | Mejor álbum de música alternativa  | Mucho                                    | Nominados | [ 31 ] |
| 2008 | Mejor video musical versión corta  | «Pijamas»                                | Nominados | [ 31 ] |
| 2009 | Mejor álbum de música alternativa  | Mucho +                                  | Nominados | [ 31 ] |
| 2009 | Mejor video musical versión corta  | «Las demás»                              | Nominados | [ 31 ] |
| 2014 | Mejor álbum de música alternativa  | Romantisísmico                           | Ganadores | [ 31 ] |
| 2014 | Mejor video musical versión corta  | «La lanza»                               | Nominados | [ 31 ] |
| 2016 | Mejor video musical versión larga  | Desde adentro - Impuesto de fe (en vivo) | Nominados | [ 31 ] |
| 2019 | Mejor álbum de música alternativa  | Discutible                               | Nominados | [ 31 ] |
| 2022 | Mejor álbum pop/rock               | Trinchera                                | Nominados | [ 31 ] |

### Premios Carlos Gardel
| Año  | Categoría                     | Trabajo                        | Resultado | Ref.          |
| ---- | ----------------------------- | ------------------------------ | --------- | ------------- |
| 2002 | Álbum del año                 | Jessico                        | Nominados | [ 32 ]        |
| 2002 | Mejor grupo de rock           | Jessico                        | Nominados | [ 32 ]        |
| 2004 | Álbum del año                 | Infame                         | Ganadores | [ 33 ]        |
| 2004 | Mejor álbum grupo de rock     | Infame                         | Ganadores | [ 33 ]        |
| 2004 | Mejor diseño de portada       | Infame                         | Nominados | [ 33 ]        |
| 2004 | Realizador de año             | Infame                         | Ganadores | [ 33 ]        |
| 2004 | Canción del año               | «Irresponsables»               | Ganadores | [ 33 ]        |
| 2004 | Grabación del año             | «Irresponsables»               | Ganadores | [ 33 ]        |
| 2004 | Mejor videoclip               | «Irresponsables»               | Ganadores | [ 33 ]        |
| 2006 | Álbum del año                 | Anoche                         | Nominados | [ 34 ]        |
| 2006 | Mejor álbum grupo de rock     | Anoche                         | Ganadores | [ 34 ]        |
| 2006 | Mejor diseño de portada       | Anoche                         | Nominados | [ 34 ]        |
| 2006 | Producción del año            | Anoche                         | Nominados | [ 34 ]        |
| 2006 | Mejor videoclip               | «Yegua»                        | Nominados | [ 34 ]        |
| 2006 | Canción del año               | «Yegua»                        | Nominados | [ 34 ]        |
| 2006 | Interpretación del año        | «Yegua»                        | Nominados | [ 34 ]        |
| 2009 | Álbum del año                 | Mucho                          | Nominados | [ 35 ]        |
| 2009 | Mejor álbum grupo de rock     | Mucho                          | Ganadores | [ 35 ]        |
| 2009 | Mejor diseño de portada       | Mucho                          | Nominados | [ 35 ]        |
| 2009 | Canción del año               | «Microdancing»                 | Nominados | [ 35 ]        |
| 2009 | Mejor videoclip               | «Microdancing»                 | Nominados | [ 35 ]        |
| 2012 | Álbum del año                 | A propósito                    | Nominados | [ 36 ] [ 37 ] |
| 2012 | Mejor álbum grupo de rock     | A propósito                    | Nominados | [ 36 ] [ 37 ] |
| 2012 | Mejor diseño de portada       | A propósito                    | Ganadores | [ 36 ] [ 37 ] |
| 2012 | Mejor videoclip               | «Muñeco de Haití»              | Nominados | [ 36 ] [ 37 ] |
| 2013 | Mejor colección de catálogo   | Jessico Carolo                 | Nominados | [ 38 ]        |
| 2014 | Álbum del año                 | Romantisísmico                 | Nominados | [ 39 ] [ 40 ] |
| 2014 | Mejor álbum grupo de rock     | Romantisísmico                 | Ganadores | [ 39 ] [ 40 ] |
| 2014 | Mejor diseño de portada       | Romantisísmico                 | Ganadores | [ 39 ] [ 40 ] |
| 2014 | Mejor ingeniería de grabación | Romantisísmico                 | Ganadores | [ 39 ] [ 40 ] |
| 2014 | Canción del año               | «La lanza»                     | Nominados | [ 39 ] [ 40 ] |
| 2014 | Mejor videoclip               | «La lanza»                     | Ganadores | [ 39 ] [ 40 ] |
| 2017 | Mejor DVD                     | Desde adentro - Impuesto de fe | Ganadores | [ 41 ]        |
| 2017 | Mejor diseño de portada       | Desde adentro - Impuesto de fe | Ganadores | [ 41 ]        |
| 2018 | Mejor álbum grupo de rock     | Repuesto de fe                 | Ganadores | [ 42 ]        |
| 2019 | Álbum del año                 | Discutible                     | Nominados | [ 43 ]        |
| 2019 | Mejor álbum grupo de rock     | Discutible                     | Nominados | [ 43 ]        |
| 2019 | Grabación del año             | Discutible                     | Nominados | [ 43 ]        |
| 2019 | Canción del año               | «La pregunta»                  | Nominados | [ 43 ]        |
| 2019 | Mejor videoclip               | «La pregunta»                  | Nominados | [ 43 ]        |
| 2021 | Canción del año               | «Suficiente»                   | Nominados | [ 44 ]        |
| 2023 | Álbum del año                 | Trinchera avanzada             | Nominados | [ 45 ]        |
| 2023 | Mejor álbum rock alternativo  | Trinchera avanzada             | Ganadores | [ 45 ]        |
| 2023 | Mejor diseño de portada       | Trinchera avanzada             | Nominados | [ 45 ]        |
| 2023 | Productor del año             | Trinchera avanzada             | Nominados | [ 45 ]        |
| 2023 | Mejor colección de catálogo   | A propósito                    | Nominados | [ 45 ]        |
| 2023 | Canción del año               | «Bye Bye»                      | Nominados | [ 45 ]        |

### Premios Konex
| Año  | Premiación        | Disciplina      | Resultado |
| ---- | ----------------- | --------------- | --------- |
| 2005 | Diploma al Mérito | Grupo de Rock   | Ganadores |
| 2015 | Konex de Platino  | Grupo de Pop    | Ganadores |
| 2025 | Diploma al Mérito | Conjunto de Pop | Ganadores |